# Ammamma
Ammamma oder Mamma ist eine hattisch-hethitische Göttin. 
Ammamma ist vermutlich eine Göttin der Natur, der Fruchtbarkeit und der Wildtiere. Sie ist eine Großmuttergöttin, deren Name aus einer Doppelung von hethitisch amma- = Mutter(?) gebildet ist. Der Name Ammamma oder Mamma kann auch ein hattisches Epitheton sein, das verschiedene Göttinnen bezeichnet, die an der Spitze verschiedener lokaler Panthea in Zentral- und Nordanatolien standen.
Der Kult von Göttinnen mit dem Namen Ammamma oder Mamma ist insbesondere im hethitischen Kernland rund um die Hauptstadt Ḫattuša und in weiter nördlich liegenden Regionen bezeugt. Ammamma nahm einen prominenten Platz im Kult von Taḫurpa ein, wurde aber etwa auch in Ḫanḫana, Kašḫa und Zalpa verehrt. In einer Stadt unbekannten Namens stand die Göttin Mamma gemeinsam mit dem Wettergott an der Spitze eines Pantheons, das ansonsten größtenteils aus luwischen Gottheiten (Sonnengott, Kamrušepa, KAL-Schutzgott, Ala, Telipinu, Maliya und ihre Begleiter, Erde, Sonnengöttin der Erde) bestand. Die Ammamma von Taḫurpa wird unter den Schwurgottheiten von Staatsverträgen der hethitischen Großreichszeit genannt. Sie findet sich dort gemeinsam mit der Göttin Kattaḫḫa, die ähnliche Aufgaben übernommen haben könnte. In Zalpa besaß Ammamma einen eigenen Tempel. Mit dieser Stadt ist ein Mythos verbunden, der von drei Göttinnen namens Ammamma berichtet, die in der See leben. Dies erinnert an die südanatolische Gruppe von Göttinnen, die als Mamma oder Mammaimi bekannt ist.